# ری چان-اوک
ری چان-اوک (انگلیسی: Ri Chun-ok؛ زادهٔ ۲۵ مهٔ ۱۹۴۷) بازیکن والیبال اهل کره شمالی بود.